# Гречана (Волочиська міська громада)
Гре́чана — село в Україні, у Волочиському районі Хмельницької області. Населення становить 638 осіб. До 2018 орган місцевого самоврядування — Соломнянська сільська рада.

## Географія
Селом протікає річка Ушука.

## Герб та прапор
Щит розтятий двічі. У лазуровій середній частині срібний кущ квітучої гречки в стовп; у золотих бічних частинах червоні колоски в стовп.
Герб є промовистим.

## Голодомор в Гречаній
За даними різних джерел в селі в 1932—1933 роках загинуло близько 50 чоловік. На сьогодні встановлено імена 26. Мартиролог укладений на підставі поіменних списків жертв Голодомору 1932—1933 років, складених Соломнянською сільською радою. Поіменні списки зберігаються в Державному архіві Хмельницької області.
- Гара Онисій Давидович, 35 р., 1932 р.,
- Гара Терен Васильович, 33 р., 1932 р.,
- Дзьоник Нікон Арсенович, 38 р., 1933 р.,
- Кулик Агафія Василівна, 46 р.,
- Кулик віра Іванівна, 7 р.,
- Кулик Дар'я Івановна, 6 р., 1933 р.,
- Кулик Григорій Максимович, 15 р.,
- Кулик Євген Іванович, 4 р., 1932 р.,
- Кулик Ларіон Максимович, 17 р., 1933 р.,
- Кулик Омелян Іванович, 32 р., 1933 р.,
- Кулик Петро Семенович, 50 р., 1933 р.,
- Кулик Сергій Омелянович, 20 р., 1933 р.,
- Кулик Федір Максимович, 18 р., 1933 р.,
- Кулик Юхим Максимович, 16 р., 1933 р.,
- Курта Арсен Васильович, 29 р., 1933 р.,
- Курта Мойсей Миколайович, 56 р., 1932 р.,
- Ликуш Соломія Захарівна, 52 р., 1933 р.,
- Ликуш Максим Захарович, 54 р., 1932 р.,
- Ликуш Параска Захарівна, 48 р., 1932 р.,
- Мальон Адам Сергійович, 30 р., 1932 р.,
- Мальон Парасковія Василівна , 40 р., 1932 р.,
- Мальон Петро Арсентійович, 43 р., 1933 р.,
- Нам'ятий Адам Сергійович, 30 р., 1932 р.,
- Нагуна Уляна Іванівна , 40 р., 1933 р.,
- Саган Ганна Вікторівна, 43 р, 1933 р.,
- Шпак Олександр Іванович, 17 р., 1932 р.,

## Історія
7 (20) листопада 1917 року, відповідно до Третього Універсалу Української Центральної Ради, увійшло до складу Української Народної Республіки.
12 червня 2020 року, відповідно до розпорядження Кабінету Міністрів України № 727-р «Про визначення адміністративних центрів та затвердження територій територіальних громад Хмельницької області», увійшло до складу Волочиської міської громади.
19 липня 2020 року, в результаті адміністративно-територіальної реформи та ліквідації Волочиського району, увійшло до складу новоутвореного Хмельницького району.

## Населення

### Мова
Розподіл населення за рідною мовою за даними :
| Мова       | Кількість | Відсоток |
| ---------- | --------- | -------- |
| українська | 634       | 99.37 %  |
| російська  | 2         | 0.31 %   |
| румунська  | 1         | 0.16 %   |
| угорська   | 1         | 0.16 %   |
| Усього     | 638       | 100 %    |

## Відомі люди
В селі народився Мальон Арсентій Антонович (нар.20 квітня 1921, Гречана — †3 лютого 1950, Барановичі, Білорусь) — Герой Радянського Союзу, командир ескадрильї, майор.

## Галерея

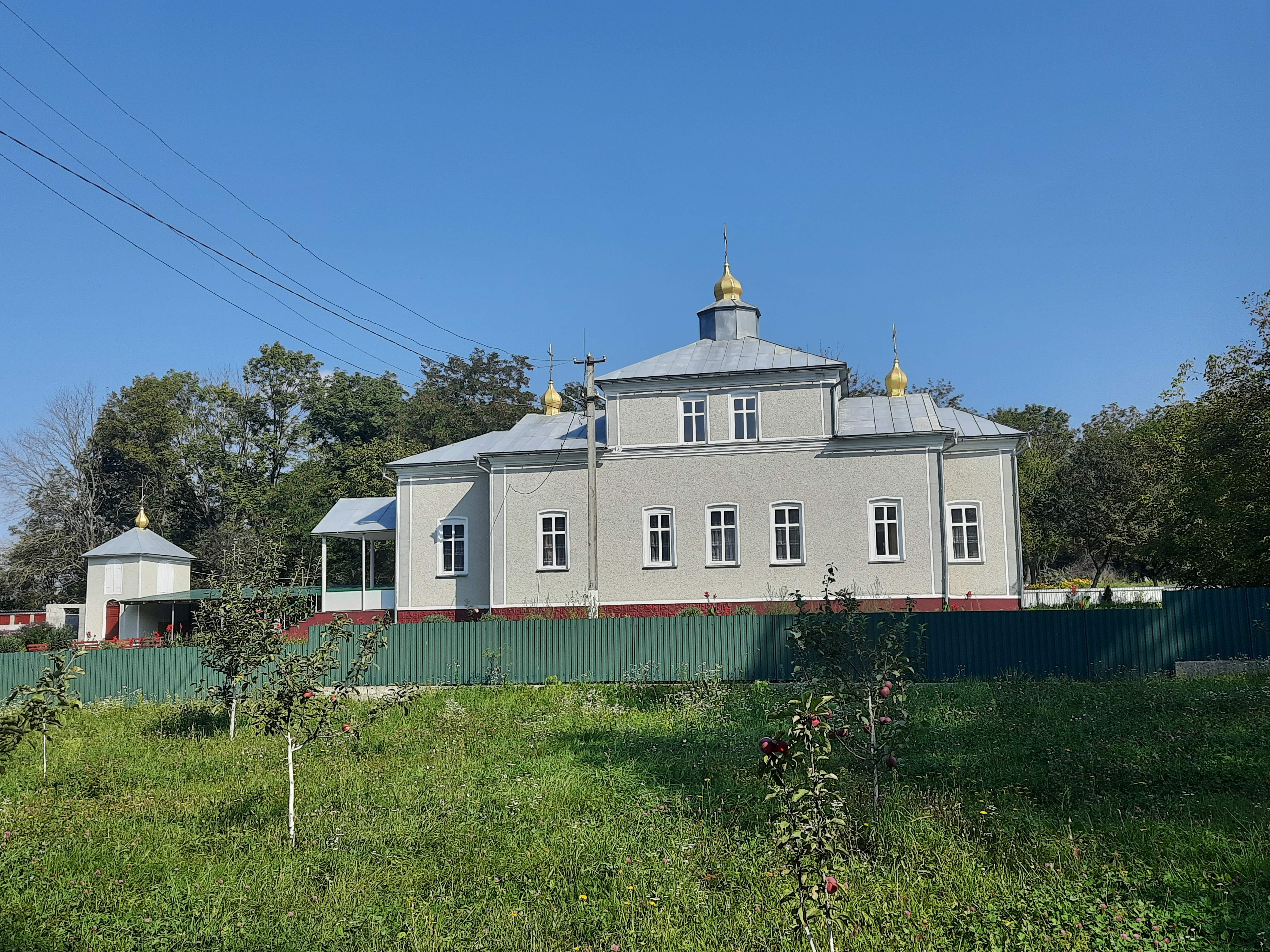
Церква Івана Предтечі
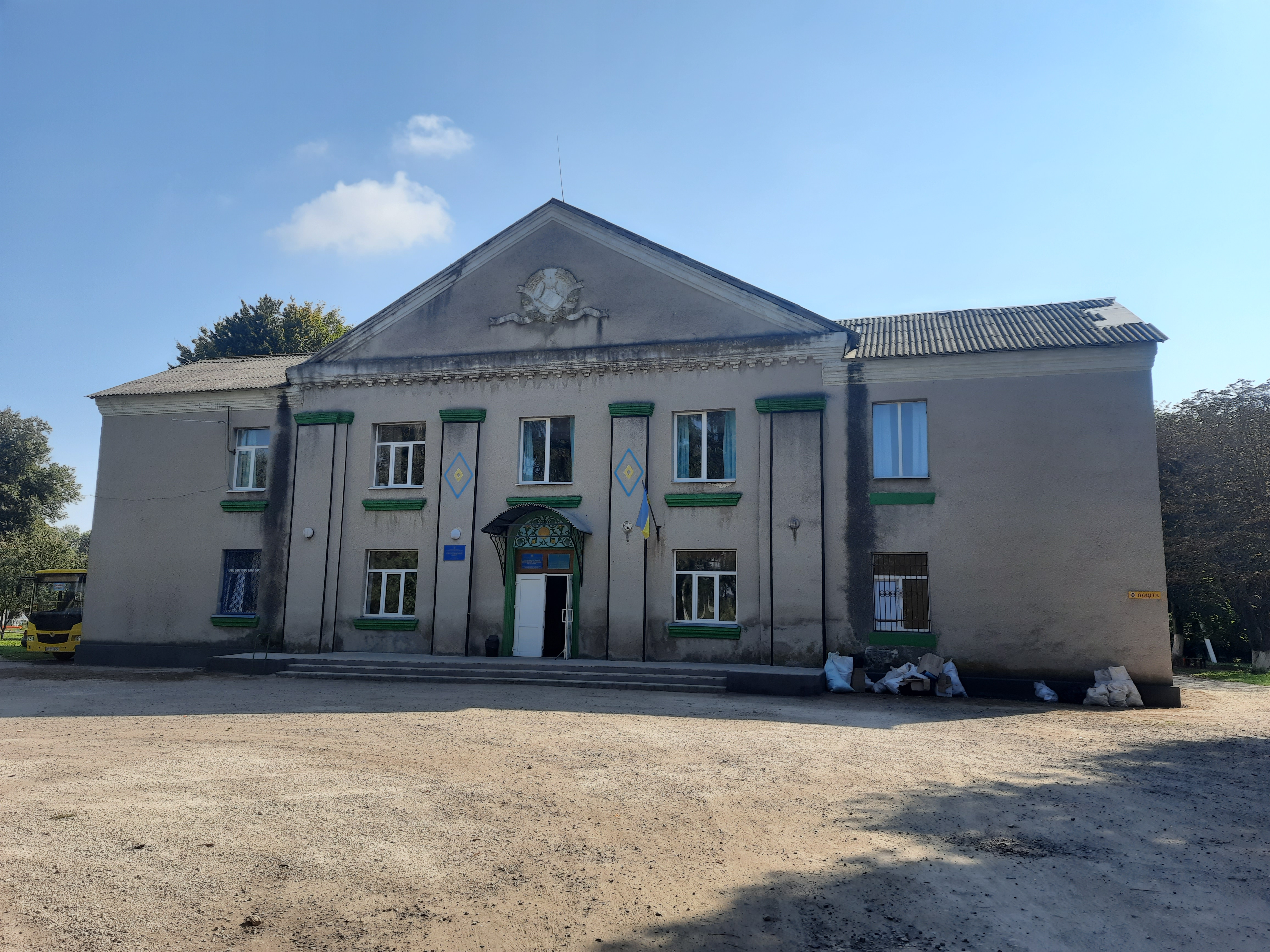
Будинок культури
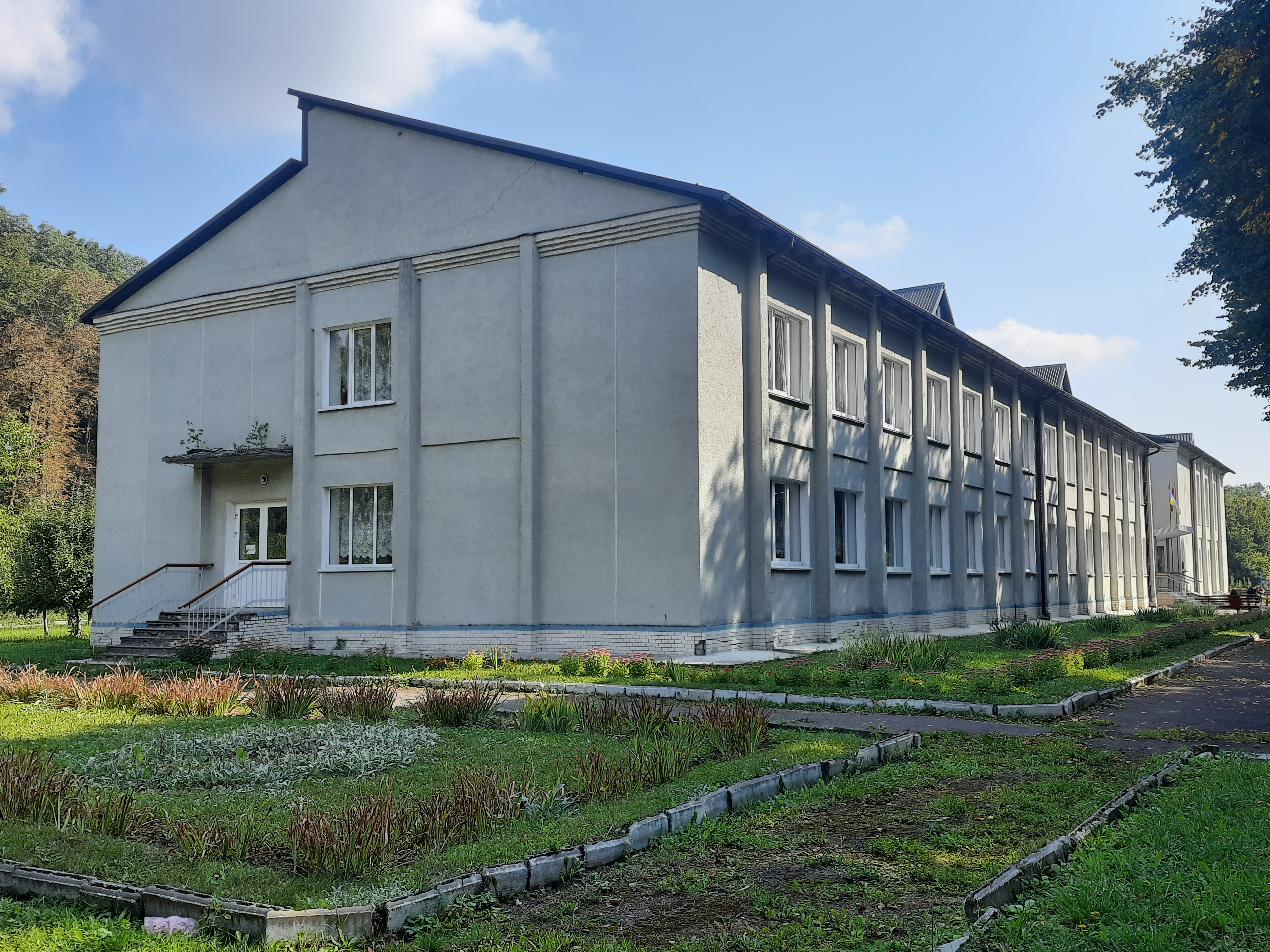
Школа
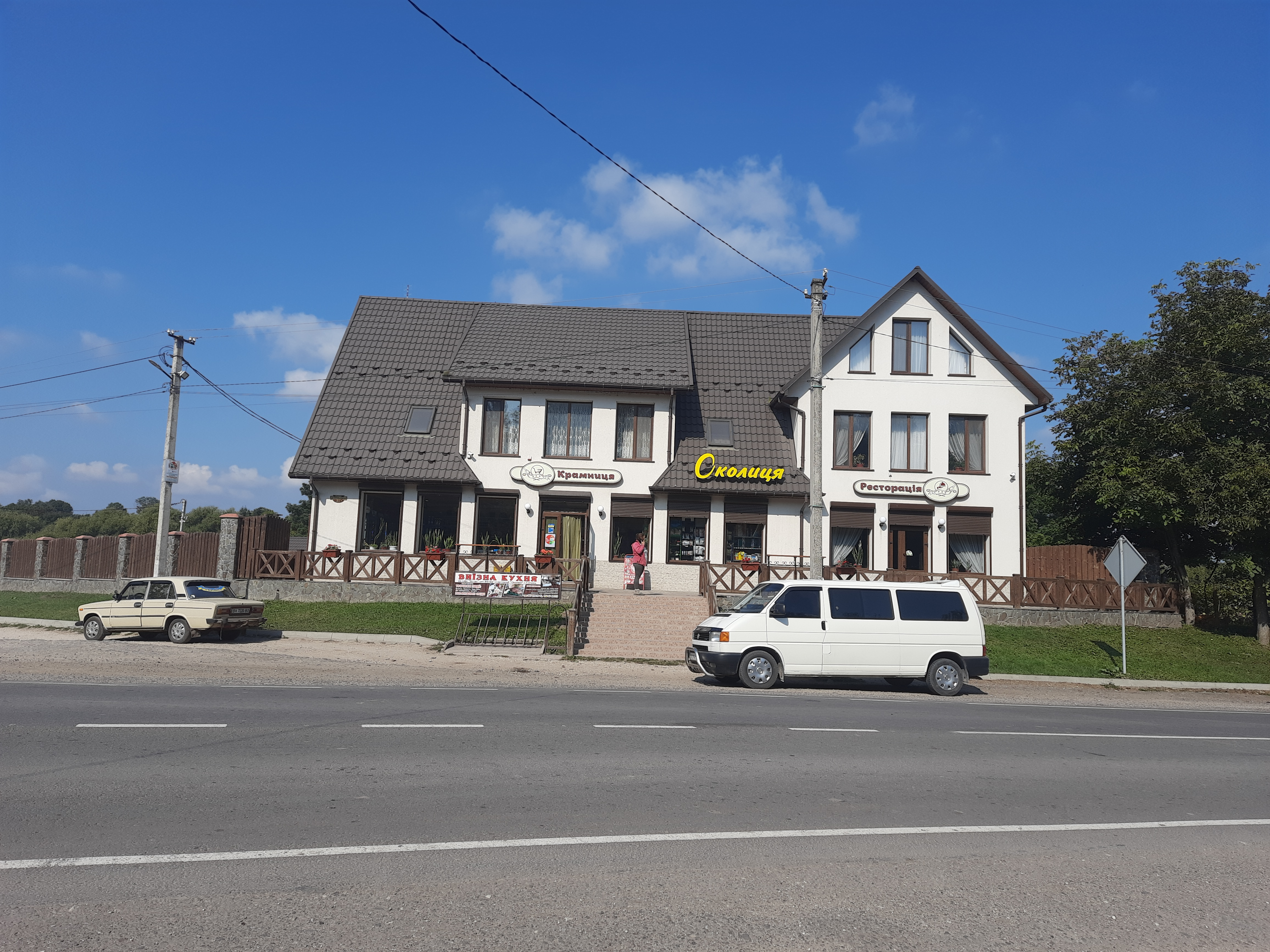
Крамниця
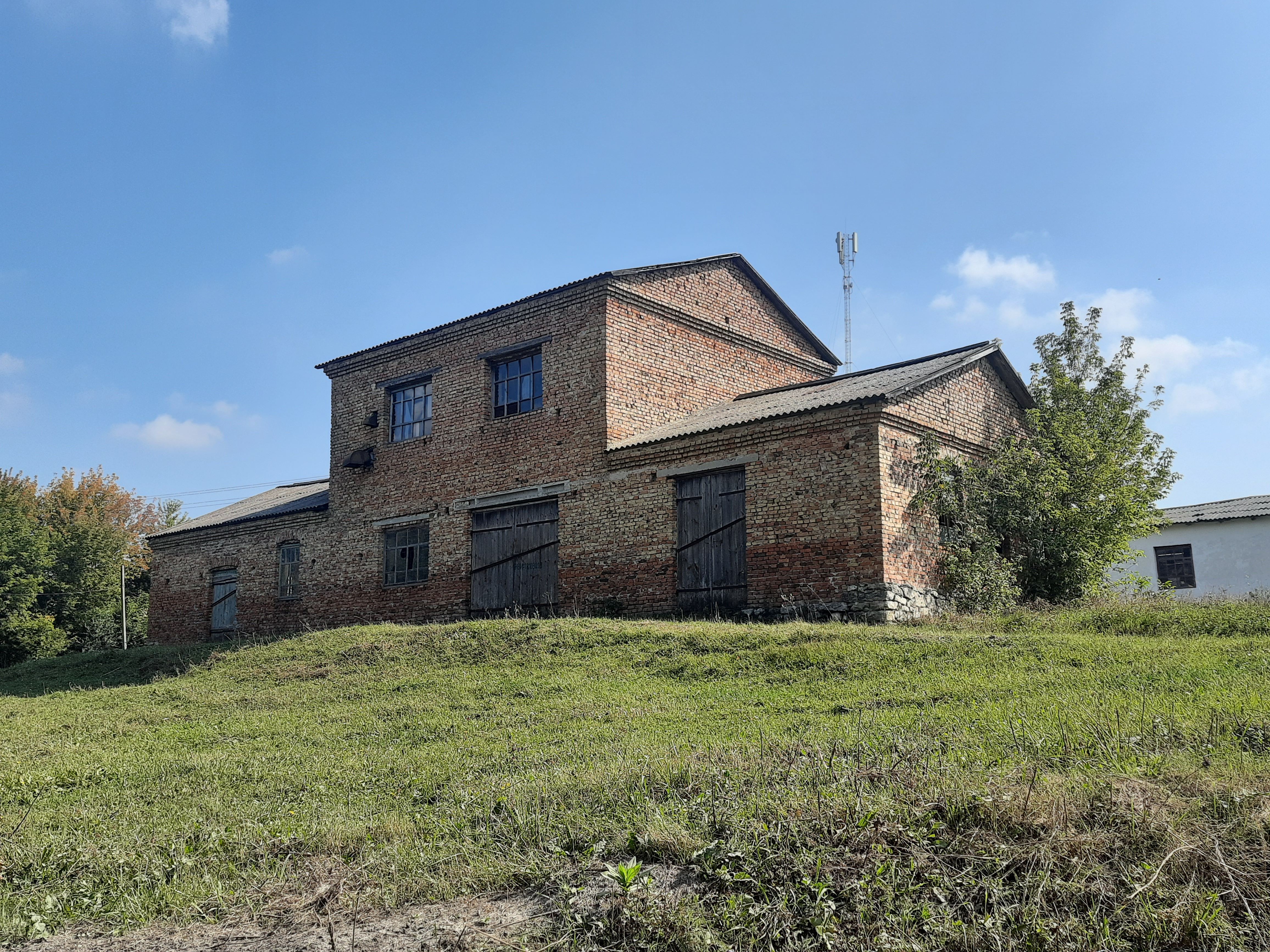
Млин
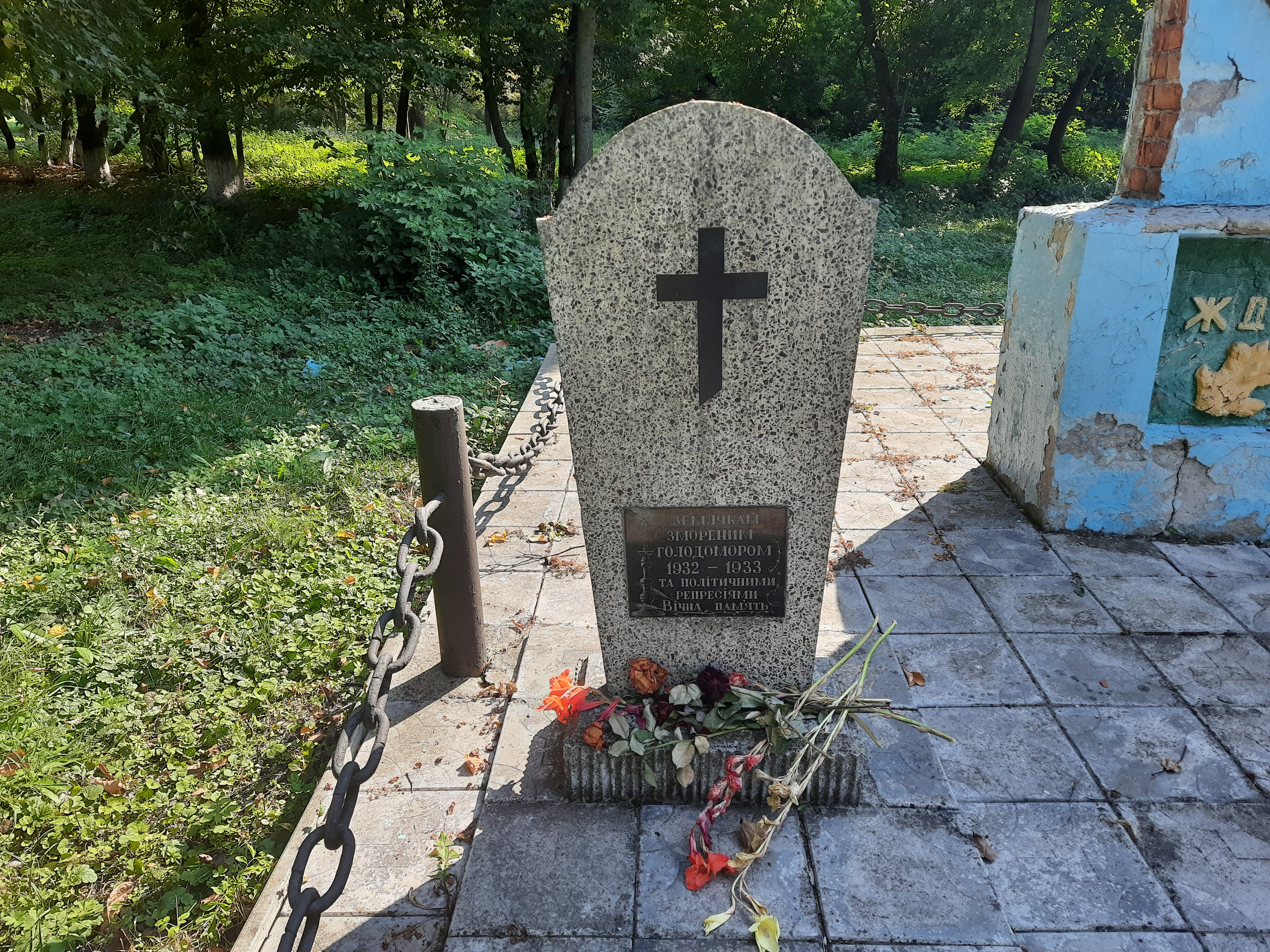
Пам'ятний знак жертвам голодомору